# The Ugly EP
The Ugly EP – minialbum studyjny holenderskiej grupy muzycznej Dope D.O.D.. Wydawnictwo ukazało się 13 lutego 2015 roku nakładem wytwórni muzycznej Fandango Records. Na albumie pojawili się gościnnie polscy raperzy tacy jak: VNM, Miuosh, Małpa czy Wuzet.

## Lista utworów
| Nr | Tytuł utworu                            | Produkcja           | Długość |
| -- | --------------------------------------- | ------------------- | ------- |
| 1. | „Ugly” (Scratche: Dr Diggles)           | Peter Songolo       | 4:22    |
| 2. | „Trapazoid”                             | Posij               | 3:54    |
| 3. | „Ridiculous, pt. 2” (Gościnnie: Redman) | Posij               | 3:53    |
| 4. | „Dirt Dogs”                             | Oiki                | 3:16    |
| 5. | „Under Control”                         | Twan Van Steenhoven | 4:11    |
| 6. | „Boiling Point”                         | Black Sun Empire    | 2:55    |
| 7. | „FU” (Gościnnie: Małpa, Miuosh & Wuzet) | Posij               | 3:30    |
| 8. | „Dungeons And Dragons” (Gościnnie: VNM) | Peter Songolo       | 3:48    |
|    |                                         |                     | 29:49   |

## Listy sprzedaży
| Lista | Kraj   | Pozycja |
| ----- | ------ | ------- |
| OLiS  | Polska | 24      |